# Hymenostegia brachyura
Hymenostegia brachyura är en ärtväxtart som först beskrevs av Hermann August Theodor Harms, och fick sitt nu gällande namn av J.Leonard. Hymenostegia brachyura ingår i släktet Hymenostegia och familjen ärtväxter. Inga underarter finns listade i Catalogue of Life.